# فرودگاه چاپکو
فرودگاه چاپکو (به انگلیسی: Chapecó Airport) (به زبان بومی: Aeroporto Serafin Enoss Bertaso) یک فرودگاه همگانی مسافربری ۲۳۰٫۰۰۰ با کد یاتا XAP است که یک باند فرود آسفالت دارد و طول باند آن ۲۵۰۰ متر است. این فرودگاه در کشور برزیل قرار دارد و در ارتفاع ۶۵۸ متری از سطح دریا واقع شده‌است.

## شرکت‌های هواپیمایی و مقصدهای پروازی
| شرکت‌های هواپیمایی     | مقصدهای پروازی                    |
| --------------------- | --------------------------------- |
| اویانکا برزیل         | هرکیلیو لوز، سائو پائولو گوارولوس |
| آزول برزیلین ایرلاینز | ویراکوپوس-کامپیناس، سلگدو فیلهو   |
| گول ایر ترنسپورت      | سائو پائولو گوارولوس، هرکیلیو لوز |